# Чарторыйский, Ян Кароль
Князь Ян Кароль Чарторыйский (ок. 1626 — 1680) — государственный деятель Речи Посполитой, польский магнат, подкоморий краковский (с 1664), староста снятынский, ланцкоронский, марковский, пунский, бохненский и велицкий.

## Биография
Представитель крупного магнатского рода Чарторыйских герба «Погоня». Третий сын воеводы волынского князя Николая Ежи Чарторыйского (1585—1661) и Изабеллы Корецкой (ум. 1669). Основатель корецкой линии княжеского рода Чарторыйских.
Ему принадлежали староства: снятынское, лянцокоронское, марковское, пунское, бохненское и велицкое.
С 1655 года староста живецкий князь Ян Кароль Чарторыйский участвовал в восстании против шведского владычества в Польше. В 1664 году получил должность подкомория краковского. 24 января 1668 года был избран маршалком экстраординарного сейма.

## Семья
Был дважды женат. Его первой женой была Анна Зебжидовская (ум. 1668), старшая дочь мечника великого коронного Михаила Зебжидовского (1613—1667) и Марианны Стадницкой. Дети от первого брака:
- Теофилия, 1-й муж стольник пшемысльский Ян Красицкий, 2-й муж великий литовский гетман Григорий Огинский
- Казимир Николай (ум. 1696), каноник краковский и виленский
- Самуил Ян (ум. после 1696)
- Михаил Франтишек (1654 — до 1692), староста кременецкий.

В мае 1668 года вторично женился на Магдалене Конопацкой (ум. 1694), вдове польного гетмана литовского Винцента Гонсевского. Дети от второго брака:
- Хелена Констанция Деодата (1665—1740), жена с 1690 года каштеляна сандомирского Юзефа Мышковского (ум. 1727)
- Антоний Доминик (1673—1695), староста лянцкоронский
- Юзеф (ум. 1750), хорунжий великий литовский и староста пунский